# 心の中
『心の中』（ 英：Inside Mind ）は、1999年に製作された日本映画。大木裕之監督作品。

## キャスト
- 阿部公彦
- 川村五博
- 清岡恭久
- 矢吹れん
- 下山浩一
- 大木裕之

## 上映
1998年
- バンクーバー国際映画祭招待作品[1]

1999年
- 山形国際ドキュメンタリー映画祭（YIDFF1999）招待作品
- 第8回東京国際レズビアン&ゲイ映画祭(7月17日)